# Svišť olympský
Svišť olympský (Marmota olympus) je druh z rodu svišťů. Nachází se na alpínských a subalpínských lučinách a na osypech Olympijského pohoří v americkém státě Washington. Jeho nejbližším příbuzným je svišť brýlový.
Jako u většiny svišťů se i zde jedná o společenská zvířata žijící v doupatech. Typická rodina se skládá ze samce, dvě až tří samic a jejich mláďat. Novorození svišti zůstávají se svou rodinou ještě alespoň dva roky, takže nory bývají domovem pro nový a rok starý vrh. Samice vrhají většinou čtyři mláďata každý druhý rok. Mláďata pak nedospívají v dalších třech letech, pravděpodobně kvůli krátkému růstovému období.
Svišti olympští hibernují od září do května. To je pro sviště také nejnebezpečnější období a když v daný rok nenapadne moc sněhu, tak až padesát procent novorozenců zahyne. Po probuzení ze zimního spánku se jejich potrava skládá především z kořínků, než začne růst nová vegetace, ze které si vychutnávají trávy, byliny, mechy, květy a občas si dopřejí také hmyz. Suchou trávu také nosí do svých nor, kde ji využívají jako potravu nebo ložní podklad. Kolonie svišťů jsou častěji nacházeny na svazích směřujících jižně, kde dříve taje sníh, což vede k větší zásobě potravy.
Při aktivních měsících, v červnu, červenci a srpnu, svišti shání potravu ráno a odpoledne s přestávkou kolem poledne. Před každou dobou, kdy shání potravu, navštěvují ostatní nory v kolonii. Mezi sebou se svišti zdraví dotykem nosů. Při delším pozdravu se nosem dotýkají také tváří a hryzají do uší a krku druhého jedince. Také si mohou hrát na souboj, při kterém stojí na zadních nohou a jeden druhého tlačí svými tlapami. Čím starší svišti jsou, tím agresivnější tato hra bývá.
Stejně jako ostatní svišti mají i svišti olympští velkou škálu zvuků a pískotů, které varují ostatní před přítomností predátora. Mezi čtyři hlavní zvuky patří zvyšující se, snižující se, nízký a trylkování. První tři zvuky se dají rozlišit jejich relativní frekvencí, zatímco trylkování je série rychlých zvyšujících se zvuků, která varuje před velkým nebezpečím. Nízký zvuk je tím nejčastějším. Obvyklým predátorem, jehož potravou jsou svišti olympští, jsou kojoti a pumy, ale bylo zpozorováno, že varovné zvuky přicházejí na řadu, i když jedinci spatří např. velké dravé ptáky, rysy nebo medvědy.
Sviští olympští jsou relativně snadno pozorovatelným živočichem na Hurikánovém hřebenu v Olympijském národním parku, kde jich žije velký počet. V některých částech parku jsou ale na ústupu, kvůli průniku stromů na lučiny a dravosti kojotů. Ve státě Washington se jedná o chráněné zvíře, které bylo navíc v roce 2009 vyhlášeno státním živočichem.